# Autophila gracilis
Autophila gracilis là một loài bướm đêm trong họ Erebidae.